# Bélis
Bélis é uma comuna francesa na região administrativa da Nova Aquitânia, no departamento Landes. Estende-se por uma área de 21,33 km². Em 2010 a comuna tinha 171 habitantes (densidade: 8 hab./km²).